# Benton County, Minnesota
Benton County är ett administrativt område i delstaten Minnesota i USA, med 38 451 invånare. Den administrativa huvudorten (county seat) är Foley.

## Politik
Benton County har röstat för republikanernas kandidat i samtliga presidentval under 2000-talet, det vill säga sedan valet 2000. I valet 2016 var siffrorna 64,2 procent för republikanernas kandidat mot 28,1 för demokraternas kandidat.

## Geografi
Enligt United States Census Bureau har countyt en total area på 1 070 km². 1 058 km² av den arean är land och 12 km² är vatten.

### Angränsande countyn
- Mille Lacs County, Minnesota - nordost
- Sherburne County, Minnesota - sydost
- Stearns County, Minnesota - sydväst
- Morrison County, Minnesota - nordväst

### Orter
- Foley (huvudort)
- Gilman
- Rice
- Royalton (delvis i Morrison County)
- Ronneby
- St. Cloud (delvis i Sherburne County, delvis i Stearns County)
- Sartell (delvis i Stearns County)
- Sauk Rapids